# Milan Hnilička
Milan Hnilička (ur. 25 czerwca 1973 w Litomierzycach) – czeski hokeista, reprezentant Czechosłowacji i Czech, trzykrotny olimpijczyk. Od 2017 poseł czeskiej Izby Poselskiej.

## Kariera hokejowa

### Zawodnik w klubach
- HC Kladno U18 (1988-1989)
- HC Kladno (1989-1992)
- Swift Current Broncos (1992-1993)
- Richmond Renegades (1993-1994)
- Salt Lake Golden Eagles (1994)
- Denver Grizzlies (1994-1995)
- HC Kladno (1995-1997)
- Sparta Praga (1997-1999)
- SMS Warszawa (1999)
- New York Rangers (1999/2000)
- Hartford Wolf Pack (1999-2000)
- Atlanta Thrashers (2000-2003)
- Chicago Wolves (2002/2003)
- Los Angeles Kings (2003/2004)
- Manchester Monarchs (2003-2004)
- Bílí tygři Liberec (2004-2009)
  -  Saławat Jułajew Ufa (2008)
- Slavia Praga (2009/2010)

Milan Hnilička jest wychowankiem klubu hokejowego w rodzinnych Litomierzycach. Następnie rozwijał karierę w HC Kladno, w barwach którego rozegrał trzy sezony w lidze czechosłowackiej. W tym czasie w drafcie NHL z 1991 został wybrany przez New York Islanders z numerem 70, a rok później w drafcie do kanadyjskiej ligi juniorskiej WHL został wybrany przez Swift Current Broncos z numerem 4. W 1992 wyjechał do Ameryki Północnej, gdzie grał przez kolejne trzy sezony; najpierw rok w lidze WHL, a następnie dwa lata w amerykańskich rozgrywkach ECHL i IHL. W 1995 powrócił do ojczyzny i przez cztery sezony występował w ekstralidze czeskiej – pierwsze dwa lata w Kladnie, następne dwa w Sparcie Praga. Na przełomie sierpnia i września 1999 był krótkotrwale zawodnikiem polskiego zespołu SMS Warszawa, rozgrywając w jego składzie trzy spotkania w ramach turnieju barażowego o miejsce w sezonie Polskiej Ligi Hokejowej 1999/2000. Wkrótce potem ponownie wyjechał do USA, gdzie rozegrał pięć kolejnych sezonów w elitarnych rozgrywkach NHL w barwach trzech klubów, a równolegle występując także w podrzędnej lidze AHL. Od 2004 ponownie był zawodnikiem na taflach ekstraligi czeskiej, spędzając pięć sezonów w barwach w klubie z Liberca. W tym czasie zaliczył epizod w rosyjskim klubie z Ufy w edycji superligi rosyjskiej 2007/2008. W ostatnim w swojej karierze sezonie ekstraligi czeskiej 2008/2009 był zawodnikiem Slavii Praga.

### Reprezentant kraju
Na początku swojej kariery reprezentował Czechosłowację. W barwach kadr juniorskich tego kraju uczestniczył w turniejach mistrzostw Europy juniorów do lat 18 w 1990, 1991 oraz mistrzostw świata juniorów do lat 20 w 1991, 1992. Był także w składzie reprezentacji Czechosłowacji w turniejach Canada Cup 1991 oraz seniorskich mistrzostw świata w 1991 i 1992, jednak nie rozegrał w tych imprezach meczu.
Po swoim pierwszym pobycie w Ameryce Północnej został reprezentantem Czech. W barwach Czech uczestniczył w turniejach 1997, 1998, 1998, 2001, 2002, 2005, 2006, 2008 oraz brał udział w turniejach zimowych igrzysk olimpijskich w 1998 (nie rozegrał meczu), 2002 (nie rozegrał meczu),2006 (zagrał w trzech spotkaniach).

### Działacz hokejowy
Po zakończeniu kariery zawodniczej został działaczem hokejowym. Od 2010 do 2012 był menedżerem sportowym w klubie BK Mladá Boleslav. Później był zatrudniony w czeskim związku hokeja na lodzie: jako menadżer ekipy kadry do lat 17 podczas mistrzostw świata w 2013, jako menedżer ekipy kadry do lat 18 podczas mistrzostw świata juniorów do lat 18 w 2014, 2015, jako menedżer generalny kadry do lat 20 podczas mistrzostw świata juniorów do lat 20 w 2016, 2017. Później pracował przy seniorskiej reprezentacji Czech będąc asystentem menedżera generalnego w turniejach Puchar Świata w 2016 oraz mistrzostw świata 2017. W sezonie 2017/2018 został generalnym menedżerem seniorskiej kadry Czech.

### Sukcesy i osiągnięcia

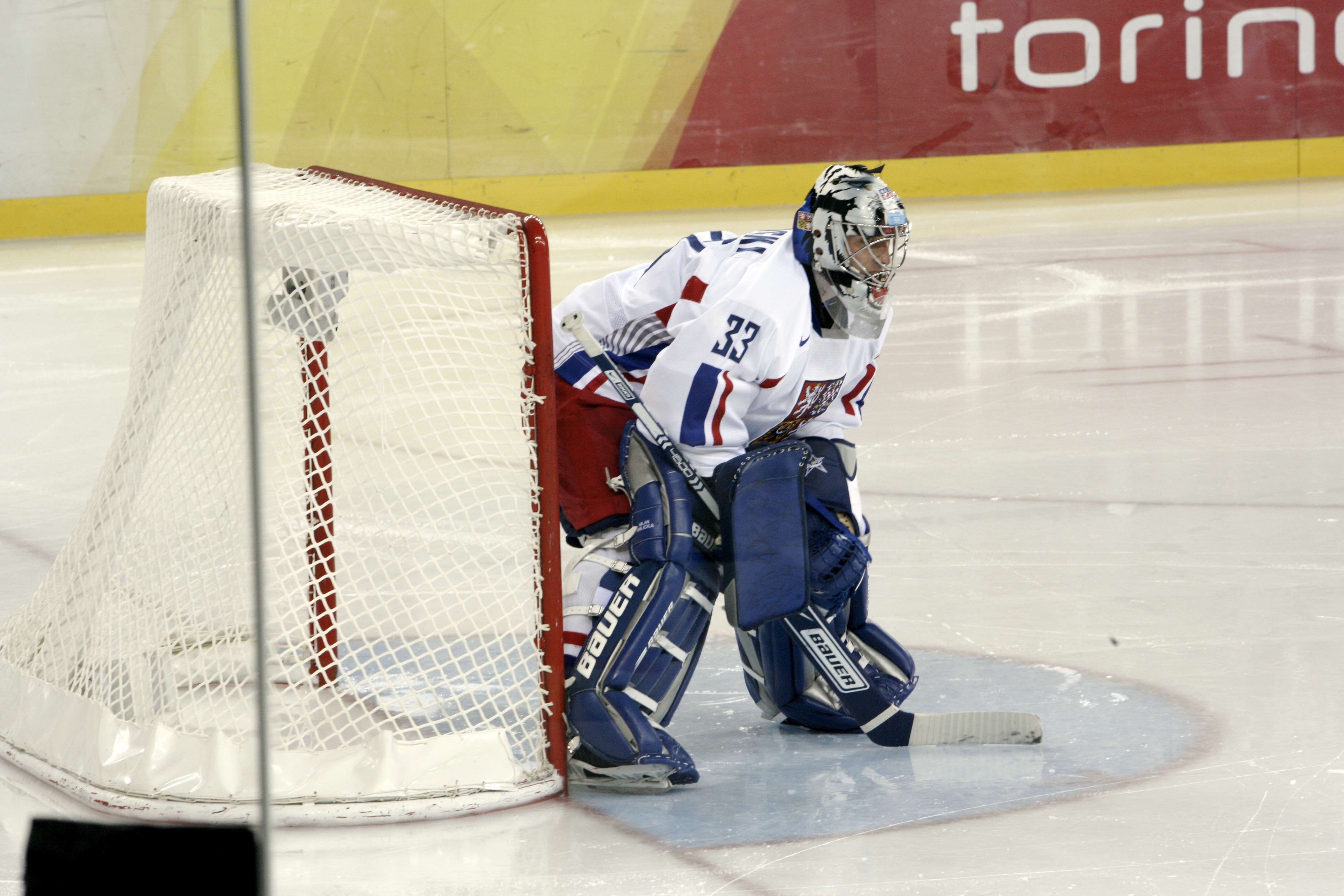
Milan Hnilička w barwach Czech podczas ZIO 2006

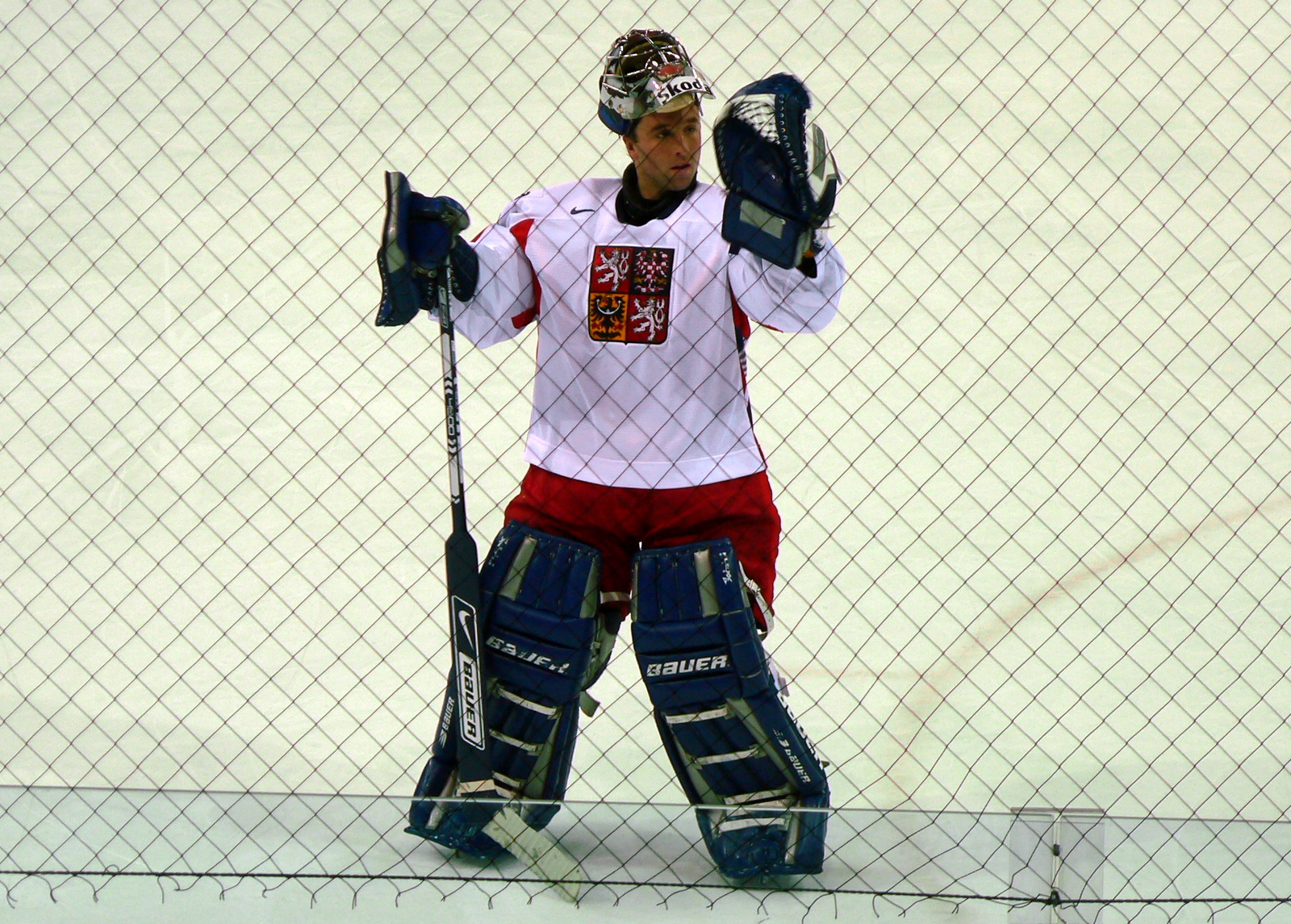
Milan Hnilička w barwach Czech podczas MŚ 2006

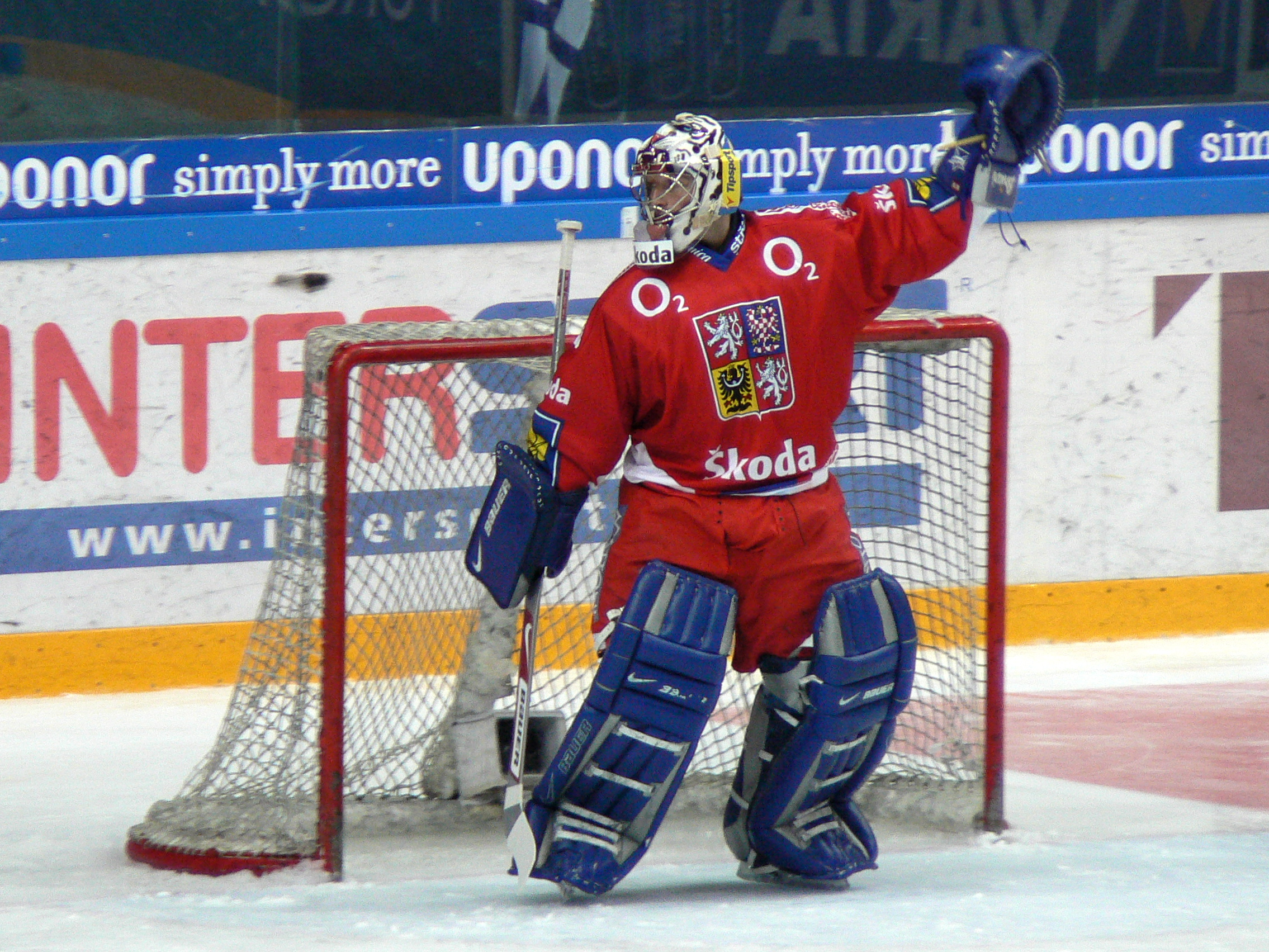
Milan Hnilička w barwach Czech podczas turnieju EHT 2008

Reprezentacyjne
- Brązowy medal mistrzostw Europy juniorów do lat 18: 1990 z Czechosłowacją
- Złoty medal mistrzostw Europy juniorów do lat 18: 1991 z Czechosłowacją
- Brązowy medal mistrzostw świata juniorów do lat 20: 1991 z Czechosłowacją
- Brązowy medal mistrzostw świata: 1992 z Czechosłowacją, 1997, 1998 z Czechami
- Złoty medal zimowych igrzysk olimpijskich: 1998 z Czechami
- Złoty medal mistrzostw świata: 1999, 2001, 2005 z Czechami
- Brązowy medal zimowych igrzysk olimpijskich: 2006 z Czechami
- Srebrny medal mistrzostw świata: 2006 z Czechami

Klubowe
- Scotty Munro Memorial Trophy': 1993 ze Swift Current Broncos
- Ed Chynoweth Cup – mistrzostwo WHL: 1993 ze Swift Current Broncos
- Mistrzostwo dywizji AHL: 2000 z Hartford Wolf Pack
- Mistrzostwo konferencji AHL: 2000 z Hartford Wolf Pack
- Mistrzostwo w sezonie zasadniczym AHL: 2000 z Hartford Wolf Pack
- F.G. „Teddy” Oke Trophy: 2000 z Hartford Wolf Pack
- Puchar Caldera – mistrzostwo AHL: 2000 z Hartford Wolf Pack
- Brązowy medal mistrzostw Czech: 2005, 2007 z Bílí tygři Liberec, 2010 ze Slavią Praga
- Złoty medal mistrzostw Rosji: 2008 z Saławatem Jułajew Ufa

Indywidualne
- Mistrzostwa Europy juniorów do lat 18 w hokeju na lodzie 1991:
  - Najlepszy bramkarz turnieju
- Ekstraliga czeska w hokeju na lodzie (1997/1998):
  - Pierwsze miejsce w klasyfikacji skuteczności interwencji w sezonie zasadniczym: 94,3%
- Ekstraliga czeska w hokeju na lodzie (1998/1999):
  - Pierwsze miejsce w klasyfikacji liczby wygranych meczów w sezonie zasadniczym: 27
- AHL (1999/2000):
  - Najlepszy bramkarz miesiąca – marzec 2000
  - Pierwsze miejsce w klasyfikacji skuteczności interwencji w sezonie zasadniczym: 92,8%
  - Pierwsze miejsce w klasyfikacji średniej goli straconych na mecz w sezonie zasadniczym: 2,15
  - Harry Holmes Memorial Award – nagroda dla najlepszego duetu bramkarzy w klubie
- Mistrzostwa Świata w Hokeju na Lodzie 2001:
  - Drugie miejsce w klasyfikacji skuteczności interwencji w sezonie zasadniczym: 95,17%[2]
  - Drugie miejsce w klasyfikacji średniej goli straconych na mecz w sezonie zasadniczym: 1,44[3]
  - Skład gwiazd turnieju
  - Najlepszy bramkarz turnieju
- Mistrzostwa Świata w Hokeju na Lodzie 2002:
  - Trzecie miejsce w klasyfikacji średniej goli straconych na mecz w sezonie zasadniczym: 1,81[4]
- Ekstraliga czeska w hokeju na lodzie (2004/2005):
  - Najlepszy bramkarz sezonu
- Ekstraliga czeska w hokeju na lodzie (2005/2006):
  - Pierwsze miejsce w klasyfikacji średniej goli straconych na mecz w sezonie zasadniczym: 1,70
  - Pierwsze miejsce w klasyfikacji liczby wygranych meczów w sezonie zasadniczym: 29
  - Pierwsze miejsce w klasyfikacji liczby meczów bez straty gola w sezonie zasadniczym: 6
- Ekstraliga czeska w hokeju na lodzie (2006/2007):
  - Pierwsze miejsce w klasyfikacji średniej goli straconych na mecz w sezonie zasadniczym: 1,85
  - Pierwsze miejsce w klasyfikacji skuteczności interwencji w sezonie zasadniczym: 94,3%
  - Pierwsze miejsce w klasyfikacji liczby wygranych meczów w sezonie zasadniczym: 28

## Kariera polityczna
W wyborach 2017 z list partii ANO 2011 został wybrany posłem Izby Poselskiej.